# إليانور كوليس هيل
إليانور كوليس هيل (بالإنجليزية: Eleanor Cullis-Hill)‏ (من مواليد 4 نوفمبر 1913 - تُوفيت في 8 سبتمبر 2001) وهي مهندسة معمارية أسترالية. كانت تقوم بعملها الهندسي من منزلها بين عامي 1946 و 1981 ، صممت عشرات المباني والتجديدات ومعظمها سكنية على الشاطئ الشمالي لسيدني.

## حياتها وتعليمها
ولدت إليانور كوليس هيل في عام 1913 في نيو ساوث ويلز في إحدى ضواحي سيدني. كان والدها جوزيف بيريزفورد غرانت، وهو رجل أعمال في مجال العقارات. التحقت بالمدرسة في ميتاجونج وذهبت لدراسة الهندسة المعمارية في جامعة سيدني. تخرجت في عام 1938.

## عملها
بدأت إليانور كوليس هيل العمل كمهندسة محترفة بعد الحرب العالمية الثانية. في منصب تعاقد مع لجنة الإسكان في نيو ساوث ويلز ، صممت المنازل كجزء من طفرة إعادة الإعمار في سيدني بعد الحرب. كانت تمارس الهندسة بعمل منفرد في منزلها في عام 1946 في وراوي، حيث شعرت بأن النساء المهندسات غير مرحب بهن في الشركات الكبيرة. في البداية، قبلت عمولات من الأصدقاء، ومن خلال التوصيات الشفهية، تلقت مشاريع كافية لإبقائها في العمل بدوام كامل في منزلها.
عملت إليانور كوليس هيل بشكل رئيسي على الشاطئ الشمالي لسيدني في ضواحي وراوي ووارونجا ، ولكنها صممت أيضًا تصميمات ومنازل سكنية في شرق كيلارا، وهانترز هيل، وكينثورست، وبيمبل وتورامورا. في المجموع، صممت أكثر من 30 منزلاً ونحو 50 تغييراً سكنياً. كما قامت بتصميم مباني للكنيسة والمدارس مثل: مدرسة بوابة غيب في ميتاجونج (1954-1973) وكنيسة سانت جيمس الأنجليكانية في تورامورا (1957-1975) ، بالإضافة إلى الخطط الأصلية لمدرسة وهرانونغ (1954). - 1955) ومدرسة تورامورا (1961). تم ترشيح تصميمها لمدرسة «حضانة وهرونجا» لجائزة سلمان لجامعة المهندسين المعماريين الأستراليين في عام 1956.
تقاعدت كوليس هيل في عام 1981 وتوفي في عام 2001.

## عائلتها
في عام 1938 تزوجت غراندنيس كوليس هيل وهو طالب هندسة معمارية في جامعة سيدني. كان لديهم أربعة أطفال - كارولين وجوزفين وماري وديفيد - وعاشوا في منزل في شارع بانغالا في وراوي صممته هي بنفسها. كما أصبحت ابنتاها الأكبر سناً، كارولين مارتن وجوزفين روبرتس، مهندسين معماريين.